# IC 792
IC 792 је спирална галаксија у сазвјежђу Береникина коса која се налази на листи објеката дубоког неба у Индекс каталогу.
Деклинација објекта је + 16° 19' 30" а ректасцензија 12h 27m 8,8s. Привидна величина (магнитуда) објекта IC 792 износи 13,9 а фотографска магнитуда 14,7. IC 792 је још познат и под ознакама UGC 7558, MCG 3-32-40, CGCG 99-56, VCC 973, PGC 40800.